# Alfred Lucas
Alfred Lucas (Manchester 1867 - 1945), chimist britanic. Din 1923 până în 1932 a fost serviciul antichităților Egiptului Entic.
Din noiembrie 1922, odată cu descoperirea mormântului lui Tutankhamon (KV62 din Valea Regilor), de către echipa expediției „Carter-Carnarvon”, a muncit asiduu pentru salvarea și conservarea obiectelor funerare și a nenumăratelor obiecte aduse la lumină după atâtea mii de ani.
Istoria arheologiei înregistrează prezența sa ca fiind primul caz în care printre membrii se află și un chimist; Carter însuși s-a exprimat că fără aportul lui, numai 10% din materialul descoperit ar fi putut fi expus la Cairo. Grație atenției și efortului depus de A. Lucas, pagubele au fost foarte mult limitate și, se estimează, că s-a pierdut numai 0,25% din tot materialul descoperit.